# Xã Melville, Quận Audubon, Iowa
Xã Melville (tiếng Anh: Melville Township) là một xã thuộc quận Audubon, tiểu bang Iowa, Hoa Kỳ. Năm 2010, dân số của xã này là 117 người.